# Overburden

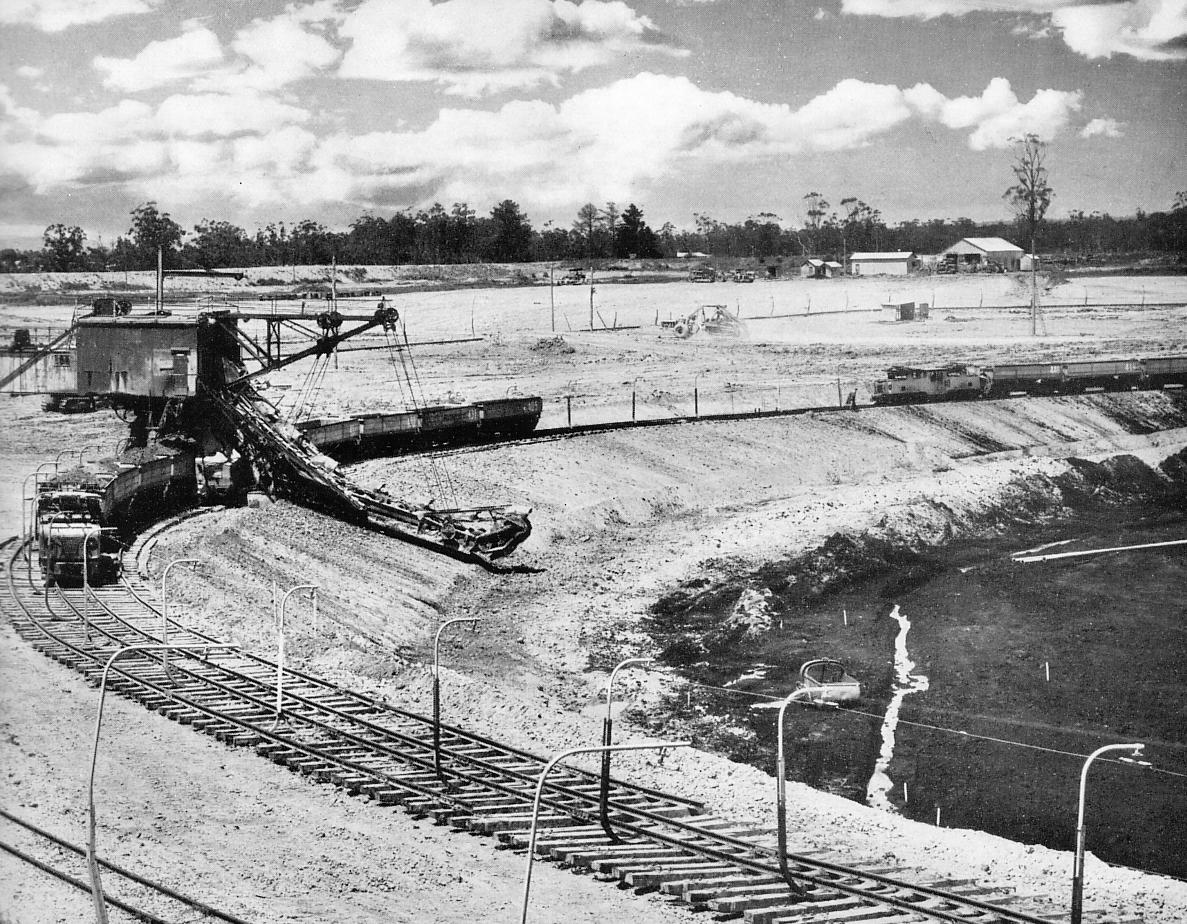
Overburden

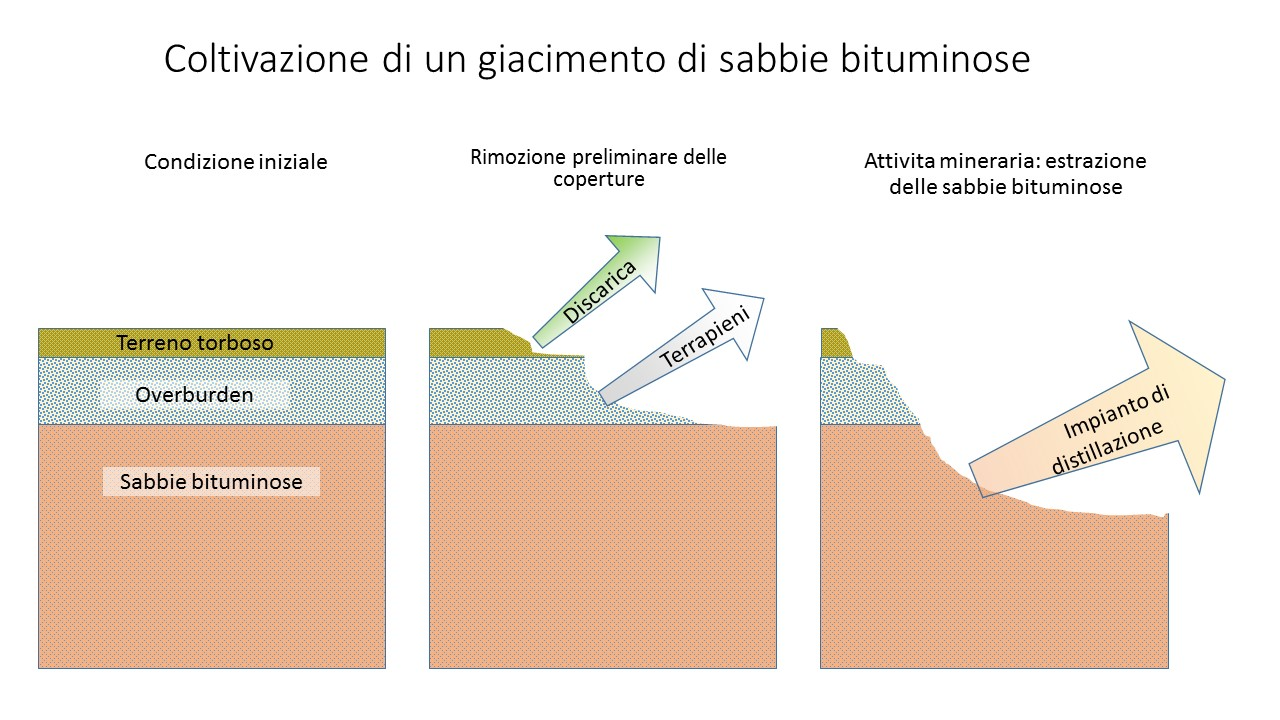
Condizione dell'overburden in una miniera di sabbie bituminose

Con il termine gergale minerario inglese overburden  si intende il materiale "non interessante" che giace sopra un volume di roccia di interesse economico o scientifico (nell'attività mineraria e nell'archeologia) come la roccia e il suolo e l'ecosistema che si trovano al disopra di uno strato carbonifero o corpo minerale. Fa parte del materiale che deve essere rimosso e quindi scartato dalla lavorazione.

## Descrizione
L'overburden si distingue sia dallo smarino che dallo sterile di laveria (che costituisce il materiale roccioso, in genere finemente macinato, che resta dopo che i componenti economicamente preziosi sono stati estratti dai frammenti rocciosi scavati in miniera) per il fatto che viene rimosso durante il prelievo in miniera, e di solito non è contaminato con componenti tossici di lavorazione e può quindi essere usato per reintegrare un sito minerario esaurito onde restituirgli una parvenza del suo aspetto originario, antecedente l'estrazione.
In senso più ampio il termine overburden può anche essere utilizzato per significare tutto il suolo e il materiale ausiliario sopra l'orizzonte della roccia in posto in una data zona. Si tratta di un termine principalmente usato nelle attività di sfruttamento delle miniere a cielo aperto o miniere di superficie, ove grandi quantità di overburden devono essere rimosse prima di poter sfruttare i livelli di roccia contenente il minerale.
Un termine correlato è interburden, che significa materiale di non interesse minerario, che giace tra due volumi rocciosi di interesse economico, in modo simile al materiale che separa i livelli carboniferi dentro gli strati. Per analogia, il termine overburden è anche genericamente usato per descrivere il suolo e altro materiale roccioso che giace sopra una specifica formazione o struttura geologica, come un astroblema sepolto per esempio.